# Временска одисеја
Временска одисеја (енгл. A Time Odissey) трилогија је написана у тандему Артура Кларка (енгл. Arthur C. Clarke) и Стивена Бакстера (енгл. Stephen Baxter) настала у периоду између 2003. и 2007. године.

## КњигеВременске одисеје
- Око времена
- Олуја са Сунца
- Прворођени

## Радња
Прворођени су ванземаљци који покушавају да зауставе развој интелигентног живота у космосу како би се спречило уништавање енергије свемира. 

### Први део
У првој књизи долази до стварања Дисконтинуитета. Са Земље су издвојени сегменти различитих временских епоха и спојени су у једну целину која је названа Мир. Појављује се Око, артефакт непознате ванземаљске интелигенције. На Миру се налазе одсечци времена распона од два милиона година. У истом тренутку се срећу најстарији човеколики мајмуни и житељи двадесет првог века, војска Александра Македонског и хорде Џингис Кана.

### Други део
Главни лик, Бизеза Дат, се враћа са Мира на Земљу у исто време кад је и нестала пре 5 година које је провела на Миру, истргнутом делу Земље из простора и времена. Земља се налази пред катаклизмом која јој прети са Сунца. Још давно су Прворођени интервенисали и послали артефакт величине планете пет пута веће од Јупитера, који прети да постане стеларна бомба која треба да експлодира 2042. године. Последице би биле погубне по живи свет Земље.

### Трећи део
Прворођени покушавају на све начине да зауставе развој људске цивилизације. Шаљу К-бомбу, квантну бомбу, која би могла да уништи већи део Земље, као и живот на њој. То космолошко оружје је далеко напредније од свега до чега је стигла људска цивилизација. Бизеза, лик који се провлачи кроз сва три дела Одисеје, доспева на Мир и на Марс. Поново се појављују артефакти Прворођених, Очи.

## Ликови
- Аристотел, Талес, Атина (вештачка интелигенција)
- Бизеза Дат
- Александар Македонски
- Џингис Кан

Неки ликови се понављају кроз сва три дела Временске одисеје, а неки су везани само за одређени део трилогије.